# Derthona Foot-Ball Club 1908
Derthona Foot-Ball Club 1908 é um time de futebol da Itália, localizado na cidade de Tortona.
Foi fundado em 1908, e atualmente disputa a Serie D italiana. Suas cores são preto e branco.

## Jogadores notáveis
- Luís Oliveira